# Jon Dough

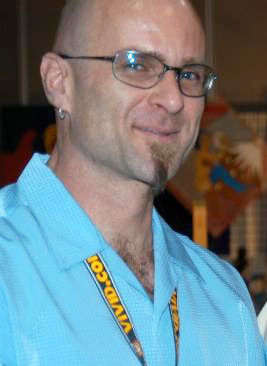
Dough auf der AVN Expo 2005

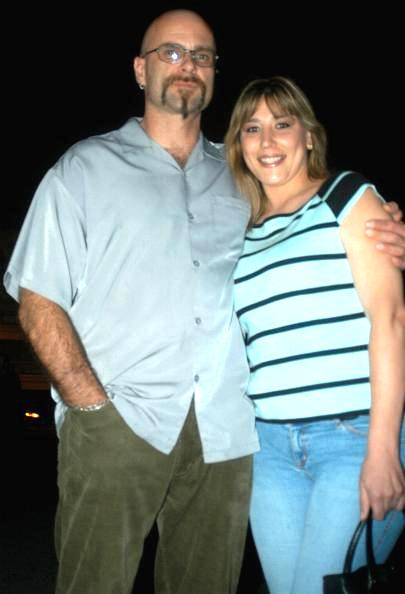
Dough mit seiner Ehefrau Monique DeMoan (2005)

Jon Dough (* 12. November 1962 in Lancaster, Pennsylvania; † 27. August 2006 in Chatsworth, Kalifornien; eigentlich Chester Anuszek) war ein US-amerikanischer Pornodarsteller.
Dough war seit 1985 in der Pornoindustrie tätig und wirkte in über 1.000 Filmen mit. Bei über 70 Filmen führte er Regie und gründete später mit Jon Dough Productions seine eigene Produktionsfirma. Für seine Arbeit wurde Dough mehrfach mit AVN Awards geehrt: so als Male Performer of the Year (1995), als Best Actor – Video (1995, 1996) und als Best Supporting Actor – Film (1992, 1995). Er wurde sowohl in die AVN Hall of Fame als auch in die XRCO Hall of Fame aufgenommen.
Aufsehen erregte Dough mit seiner 1997 veröffentlichten Produktion The World's Luckiest Man, in der er vor der Kamera nacheinander mit 101 Frauen Geschlechtsverkehr ausübt. Dieses Ereignis, das sich über einen Zeitraum von fast drei Tagen hinzog, fand seinerzeit auch im Fernsehen und in der Boulevardpresse einige Beachtung und gilt bis heute als der diesbezügliche Rekord.
Von 1989 bis 1994 war Dough mit seiner Darstellerkollegin Deidre Holland verheiratet. Am Rande der Dreharbeiten für den Film Dr. Butts 3 lernte er 1994 die Pornodarstellerin Monique DeMoan kennen, die er später heiratete. Gemeinsam hatte das Paar eine Tochter.
Dough nahm sich am 27. August 2006 das Leben.

## Auszeichnungen
- 1992 AVN Award Best Supporting Actor – Film
- 1993 XRCO Award „Best Actor“ (New Wave Hookers 3)
- 1995 XRCO Award „Best Actor“ (Latex)
- 1995 AVN Award Male Performer of the Year.
- 1995 AVN Award Best Actor – Video
- 1996 AVN Award Best Actor – Video
- 1995 AVN Award Best Supporting Actor – Film